# Resolució 531 del Consell de Seguretat de les Nacions Unides
La Resolució 531 del Consell de Seguretat de les Nacions Unides, aprovada per unanimitat el 26 de maig de 1983, va considerar un informe del Secretari General de les Nacions Unides sobre la Força de les Nacions Unides d'Observació de la Separació. El Consell va observar els seus esforços per establir una pau duradora i justa a l'Orient Mitjà però també va expressar la seva preocupació per l'estat de tensió vigent a la zona.
La resolució va demanar a les parts implicades que implementessin de manera immediata Resolució 338 (1973), va renovar el mandat de la Força d'Observadors durant un altre període de sis mesos fins al 30 de novembre de 1983 i va demanar al Secretari General que enviés un informe sobre la situació al final d'aquest període.